# 山楂海棠
山楂海棠（学名：Malus komarovii）为蔷薇科苹果属的植物。分布在朝鲜以及中国大陆的吉林等地，生长于海拔1,100米至1,300米的地区，一般生于生灌木丛中，目前已由人工引种栽培。

## 别名
山苹果（吉林长白山土名），薄叶山楂（东北植物检索表）